# Jacques-Philippe-Augustin Douchet
 Jacques-Philippe-Augustin Douchet (* Arras) war ein französischer Rechtsanwalt, Sprachforscher, Grammatiker und Enzyklopädist.

## Leben und Wirken
Er war als Rechtsanwalt am Parlement tätig. Später  unterrichtete Douchet Latein an der Pariser Militärakademie, École royale militaire. 
Als Autor schrieb er über die allgemeinen Prinzipien der französischen Sprache und legte im Jahre 1762  Regeln der französischen Rechtschreibung fest; inklusive seiner Anmerkungen zur Aussprache.
Im Jahre 1765 starb César Chesneau Du Marsais, der bis dahin federführend das Themengebiet der Grammatik für die Encyclopédie von Denis Diderot bearbeitete. Nach dessen Tod übernahm Douchet und Nicolas Beauzée – beide an der Ecole royale militaire – dessen Arbeit.

## Werke (Auswahl)
- Principes généraux et raisonnés de l’orthographe françoise, avec des remarques sur la prononciation. chez la Veuve Robinot (1762)